# Проституція в Греції
Проституція в Греції є легальною у віці від 18 років і регулюється. За підрахунками, менше ніж 1000 жінок є легальними повіями, а приблизно 20 000 жінок, половина з яких іноземного походження, а друга половина грекині, втягнуті в нелегальну проституцію. Багато жінок, які постраждали від економічної кризи, через бідність потрапили до проституції, яка є хорошим джерелом доходу для Греції.
Схиляння до проституції є незаконним, але поширеним явищем, і кількість вуличних повій зростає. Сутенерство та звідництво є незаконними.

## Правова ситуація
Люди в проституцією можуть займатися нею лише в державних борделях (студіях). Вони повинні мати від 18 років; неодружені; мати право жити та працювати в Греції; бути вільним від ІПСШ; не страждати психічними розладами; не мати наркозалежності; і не бути засудженими за вбивство, сутенерство, дитячу порнографію, торгівлю людьми, пограбування чи шантаж. Вони мусять зареєструватися в місцевій префектурі та мати медичну картку, яка оновлюється кожні 2 тижні.
У 1999 році грецька влада вирішила застосувати закон, який передбачає, що всі борделі повинні мати дозвіл. Дозволи видає держава, як правило, літнім жінкам, багато з яких — колишні повії. Борделі повинні бути щонайменше у 200 метрах від громадських будівель. Перед Олімпійськими іграми в Афінах 2004 року було запропоновано скоротити до 100 метрів, але грецький уряд не прийняв цю пропозицію.

## ВІЛ
З 2011 по 2015 рік кількість зараження ВІЛ-інфекцією у Греції зросла на 200 %. У квітні 2012 року, після того, як рівень ВІЛ-інфекції зріс на 60 % за один рік, влада в Афінах заарештувала багатьох наркозалежних і повій та провела обов'язкове тестування цих осіб на ВІЛ. ЗМІ були співучасниками розголосу та опублікували імена та фотографії ВІЛ-позитивних. Ця дія змусила повій остерігатися тестування на випадок публікації їх імен, якщо вони виявляться позитивними.
Використання презервативів між клієнтами та повіями є низьким (за оцінками ЮНЕЙДС 4,7 %). Це підвищує ризик передачі ВІЛ та інших ІПСШ.

## Секс-торгівля людьми
Греція є країною призначення, транзиту та, в дуже обмеженій мірі, місцем походження жінок і дітей, які стали жертвами торгівлі людьми. Торговці людьми змушують жінок і дітей зі Східної та Південної Європи, Південної та Центральної Азії, Китаю, Грузії, Нігерії та Росії до проституції в неліцензованих борделях, на вулиці, у стриптиз-клубах, масажних салонах і готелях. Збільшення кількості дітей-мігрантів без супроводу в Греції збільшило кількість дітей в секс-експлуатації. Деяким державним службовцям були висунуті звинувачення за підозрою в причетності до торгівлі людьми.
Закон 3064/2002 і президентський указ 233/2003 забороняють як торгівлю людьми в сексуальних цілях, так і примусову працю, та передбачають покарання у вигляді позбавлення волі на строк до 10 років. У 2015 році поліція розслідувала 18 випадків торгівлі людьми в сексуальних цілях (26 у 2015 році). У 2016 році уряд притягнув до відповідальності 25 обвинувачених у секс-торгівлі (97 у 2015 році). Уряд посилив зусилля щодо захисту постраждалих. Поліція ідентифікувала 26 жертв торгівлі людьми, включаючи 5 дітей, у порівнянні з 34 жертвами у 2015 році.
Протягом 2016 року Греція продовжувала переживати хвилю міграції з Близького Сходу, Африки та Південної Азії, що складається з суміші шукачів притулку, потенційних біженців, економічних мігрантів та груп населення, уразливих до торгівлі людьми, серед інших. За оцінками однієї міжнародної організації, у 2016 році Греція прийняла понад 170 000 мігрантів і шукачів притулку; діти без супроводу та самотні жінки в їх числі дуже вразливі до торгівлі людьми. Діти без супроводу, в основному з Афганістану, практикують секс для виживання та є вразливими до торгівлі людьми. Вербувальники орієнтуються на мігрантів у таборах для біженців з їхніх власних країн. Вважається, що більшість мігрантів і шукачів притулку в якийсь момент своєї подорожі покладаються на контрабандистів, а в деяких випадках їх змушують експлуатувати після прибуття до Греції.
Управління моніторингу та боротьби з торгівлею людьми Державного департаменту США відносить Грецію до категорії країн « 2 рівня».